# Sint-Jozefskerk (Leuven)

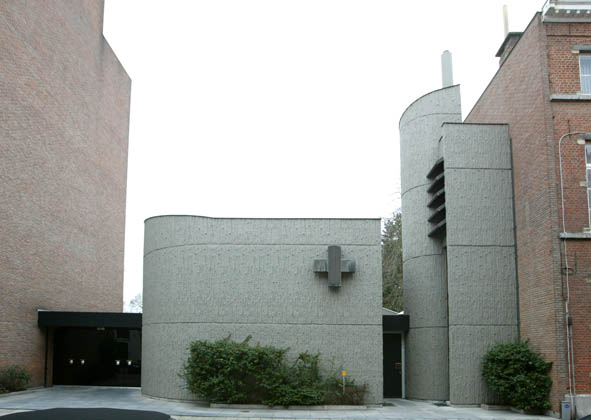
De Sint-Jozefskerk in Leuven

De Sint-Jozefskerk is een parochiekerk in de Bogaardenstraat in de Belgische stad Leuven.
Het betreft een moderne kerk naar ontwerp van architect Victor Broos en opgetrokken in 1974. De kerk verving de Sint-Jozefskerk in de Ravenstraat, die tussen 1860 en 1871 werd opgetrokken door stadsarchitect Edward Lavergne. De nieuwe kerk is opgetrokken in beton en baksteen en heeft een dynamisch geheel. De kerk is gebouwd met rechte en gebogen muren, heeft een binnenplein en typerend voor het interieur zijn de kokervormige plafondlichten.
In 2020 startte de inventarisatie van de collectie van de Sint-Jozefskerk met samenwerking van de Erfgoedcel Leuven. Men herontdekte onder meer een monumentale kruisweg in veertien staties geschilderd door Godfried Guffens, die zich ruim 40 jaar op de zolder van het kerkgebouw bevonden. Overige opvallende stukken van de kerkcollectie zijn een 17de-eeuwse monstrans van een Ieperse adellijke familie en een set kerkgewaden. Het neogotisch meubilair is voornamelijk afkomstig uit de vroegere Sint-Jozefskerk. De kerk bevat een klein 19de-eeuws demonstratieorgel gebouwd door Cavaillé-Coll.